# Collins Hemingway
Collins Hemingway (Nova York, 9 de janeiro de 1950) é um escritor estadunidense.
A primeira colaboração de Hemingway no livro foi com o fundador da Microsoft, Bill Gates, no livro best-seller Business @ the Speed of Thought. Outros projetos incluem Built for Growth com Arthur Rubinfeld. 

## Carreira
Hemingway se envolveu com a tecnologia inicial de jornais de minicomputador no Arkansas Democrat-Gazette entre 1974 e 1976. Ele então se juntou à equipe editorial do Eugene Register Guard em 1976 em Oregon, onde foi fundamental na implementação de uma das primeiras redações totalmente eletrônicas nos EUA.
Em 1980, Hemingway ingressou na Oregon Software, uma empresa de software com sede em Portland, como redator técnico e, posteriormente, profissional de marketing técnico. Ele então ingressou na WE Communications, onde trabalhou principalmente na conta da Microsoft. Ele foi recrutado pela Microsoft em 1992 como diretor de relações públicas de sistemas. Tornou-se diretor de desenvolvimento de negócios e marketing internacional da Divisão de Sistemas de Negócios em 1994; e diretor de comunicações executivas de Gates e do presidente da empresa, Steve Ballmer, em 1996. A carreira de Hemingway como autor de livros começou quando ele colaborou com Gates em um livro sobre o impacto da internet nos negócios.
Hemingway é co-autor de cinco livros e escreveu uma série de três volumes que especula sobre o que poderia ter acontecido durante um período de sete anos em que pouco se sabe sobre a vida de Jane Austen. Ele publicou 17 ensaios em jornais ou revistas de Austen e fala regularmente em eventos relacionados.

## Livros
- Gates, Bill; Hemingway, Collins (1999). Business @ the Speed of Thought. [S.l.]: Warner Books. ISBN 978-0670886647
- Rubinfeld, Arthur; Hemingway Collins (2005). Built For Growth: Expanding Your Business Around The Corner Or Across The Globe. [S.l.]: Wharton School Publishing. ISBN 978-0131465749
- Baker, Dan; Greenberg, Kathy, Hemingway, Collins (2006). What Happy Companies Know: How the New Science of Happiness Can Change Your Company for the Better. [S.l.]: Pearson Prentice Hall. ISBN 978-0131858572
- Marcus, Robert; Hemingway, Collins (2012). The Fifth Wave: A Strategic Vision for Mobile Internet Innovation, Investment and Return. [S.l.: s.n.] ISBN 979-1091270069
- Breznitz, Shlomo; Hemingway, Collins (2013). Maximum Brainpower: Challenging the Brain for Health and Wisdom. [S.l.]: Ballantine Books. ISBN 978-0345526151
- Hemingway, Collins (2015). The Marriage of Miss Jane Austen Volume I. [S.l.: s.n.] ISBN 978-1985281646
- Hemingway, Collins (2016). The Marriage of Miss Jane Austen Volume II. [S.l.: s.n.] ISBN 978-1535444958
- Hemingway, Collins (2017). The Marriage of Miss Jane Austen Volume III. [S.l.: s.n.] ISBN 978-1979472760